# طرخشقون السماعنة
طرخشقون السماعنة (باللاتينية: Taraxacum assemanii) نوع نباتي يتبع جنس الطرخشقون من القبيلة الهندباوية التابعة للفصيلة النجمية.

## البيئة والانتشار
موطنه بلاد الشام وتركيا.

## مرادفات للاسم العلمي
- (باللاتينية: Taraxacum primigeniforme Soest)